# Скотт, Ширли
Ши́рли Скотт (англ. Shirley Scott; 14 марта 1934 — 10 марта 2002) — американская джазовая пианистка и органистка.

## Биография
Родилась в Филадельфии. Являлась поклонницей Джимми Смита, Джеки Дэвис (джаз-соул-певицы) и Билла Доггетта (джазового пианиста). Играла на пианино и трубе, впоследствии перешла на орган Хаммонда, её основной инструмент. В 1950-е годы стала известной во время своей совместной работы с саксофонистом Эдди Дэвисом (1956–1959). Была замужем за саксофонистом Стэнли Тёррентайном, с которым играла с 1960 по 1969 год. В дальнейшем возглавляла собственную группу. Часто играла с саксофонистом и флейтистом Гарольдом Виком. В 1980-е преподавала джаз, была членом джазового сообщества Филадельфии.

## Дискография
- 1958: The Eddie «Lockjaw» Davis Cookbook Vols. 1&2 (Prestige 7141 & 7161)
- 1958: Shirley’s Sounds (Prestige Records) — with George Duvivier, George Tucker, Arthur Edgehill
- 1958: Workin'  (Prestige)
- 1959: Great Scott!
- 1960: Mucho, Mucho Shirley Scott with The Latin Jazz Quintet, (led by Phil Diaz)
- 1961: Hip Soul (Prestige)
- 1961: Shirley Scott plays Horace Silver (Prestige)
- 1961: Hip Twist (Prestige)
- 1962: Sweet Soul (Prestige)
- 1963: The Soul is Willing (Prestige)
- 1963: Soul Shoutin' (Prestige)
- 1963: For Members Only (Impulse!)
- 1964: Great Scott! (Impulse!)
- 1964: Blue Flames (Prestige)
- 1964: Everybody Loves a Lover (Impulse!)
- 1964: Queen of the Organ (Impulse!)
- 1964: Girl Talk (Impulse!)
- 1964: The Great Live Sessions (Impulse!)
- 1965: Latin Shadows (Impulse!)
- 1966: On a Clear Day (Impulse!)
- 1966: Plays the Big Bands (Impulse!)
- 1966: Roll 'Em (Impulse!)
- 1967: Soul Duo (Impulse!)
- 1968: Soul Song (Atlantic)
- 1992: Blues Everywhere (Candid)

Совместно со Стенли Тёррентайном
- 1961: Dearly Beloved (Blue Note)
- 1963: Never Let Me Go (Blue Note)
- 1963: A Chip Off the Old Block (Blue Note)
- 1964: Hustlin' (Blue Note)
- 1966: Let It Go (Impulse!)
- 1968: Common Touch (Blue Note)